# Żasułan Mołdakarajew
Żasułan Ubajdajewicz Mołdakarajew (ros. Жасулан Убайдаевич Молдакараев; kaz. Жасұлан Молдақараев, ur. 7 maja 1987) – kazachski piłkarz grający na pozycji napastnika, reprezentant kraju.

## Kariera piłkarska

### Kariera klubowa
Mołdakarajew rozpoczął karierę w 2007 roku w Kajsarze Kyzyłorda. Następnie grał w Okżetpesie Kokczetaw, Tobyle Kostanaj, Ordabasy Szymkent, a obecnie ponownie gra w Okżetpesie Kokczetaw.

### Kariera reprezentacyjna
W reprezentacji Kazachstanu zadebiutował 30 sierpnia 2016 roku w meczu towarzyskim przeciwko Kirgistanowi. Rozegrał 2 spotkania.
| Mecze i gole w reprezentacji | Mecze i gole w reprezentacji | Mecze i gole w reprezentacji | Mecze i gole w reprezentacji | Mecze i gole w reprezentacji | Mecze i gole w reprezentacji | Mecze i gole w reprezentacji |
| Kazachstan                   | Kazachstan                   | Kazachstan                   | Kazachstan                   | Kazachstan                   | Kazachstan                   | Kazachstan                   |
| Lp.                          | Data                         | Miasto                       | Przeciwnik                   | Gol                          | Wynik                        | Rozgrywki                    |
| ---------------------------- | ---------------------------- | ---------------------------- | ---------------------------- | ---------------------------- | ---------------------------- | ---------------------------- |
| 1.                           | 30.08.2016                   | Biszkek                      | Kirgistan                    |                              | 0:2                          | towarzyski                   |
| 2.                           | 11.11.2016                   | Kopenhaga                    | Dania                        |                              | 1:4                          | el. MŚ 2018                  |